# Esmoulins
Esmoulins ist eine Gemeinde im französischen Département Haute-Saône in der Region Bourgogne-Franche-Comté.

## Geographie
Esmoulins liegt auf einer Höhe von 195 m über dem Meeresspiegel, fünf Kilometer südsüdwestlich von Gray und etwa 39 Kilometer westnordwestlich der Stadt Besançon (Luftlinie). Das Dorf erstreckt sich im Südwesten des Départements, in der Ebene von Gray am östlichen Rand der Talebene der Saône, an ihrem Zufluss Tenise, am Westrand der Forêt des Hauts Bois.
Die Fläche des 4,48 km² großen Gemeindegebiets umfasst einen Abschnitt des mittleren Saône-Tals. Die westliche Grenze verläuft stets entlang der Saône, die hier mit mehreren großen Schleifen durch eine Alluvialebene fließt. Die Ebene liegt durchschnittlich auf 185 m und weist eine Breite von ungefähr fünf Kilometern auf. Im Bereich von Esmoulins befindet sich das ausgedehnte Waldgebiet des Bois de la Vaivre. Vom Flusslauf erstreckt sich das Gemeindeareal ostwärts in die Niederung der Tenise und bis an den Rand der Forêt des Hauts Bois. Hier wird mit 213 m die höchste Erhebung von Esmoulins erreicht.
Nachbargemeinden von Esmoulins sind Velet im Norden, Gray und Champvans im Osten, Apremont im Süden sowie Mantoche im Westen.

## Geschichte
Erstmals urkundlich erwähnt wird Esmoulins im Jahr 1270. Der Ortsname geht auf die zwei Mühlen (französisch: moulin) zurück, die durch die Wasserkraft der Tenise angetrieben wurden. Im Mittelalter gehörte das Dorf zur Freigrafschaft Burgund und darin zum Gebiet des Bailliage d’Amont. Im Rahmen der Belagerung von Gray schlug der französische König Ludwig XIV. 1668 bei Esmoulins sein Hauptquartier auf. Zusammen mit der Franche-Comté gelangte das Dorf mit dem Frieden von Nimwegen 1678 definitiv an Frankreich. Heute ist Esmoulins Mitglied des 16 Ortschaften umfassenden Gemeindeverbandes Communauté de communes du Val de Gray.

## Sehenswürdigkeiten
Die Kapelle von Esmoulins wurde im 16. Jahrhundert im Stil der Spätgotik erbaut und besitzt eine bemerkenswerte Ausstattung. 
Im Ort befinden sich fünf steinerne Wegkreuze aus dem 17. bis 19. Jahrhundert. Aus dem 15. Jahrhundert stammt ein Haus mit zwei Türmchen. Von den ehemaligen Mühlen existiert die Moulin Dessous (auch Moulin de Brussey) heute noch.

## Bevölkerung
| Jahr                       | 1962 | 1968 | 1975 | 1982 | 1990 | 1999 |
| Einwohner                  | 96   | 88   | 84   | 140  | 130  | 113  |
| Quellen: Cassini und INSEE |      |      |      |      |      |      |

Mit 144 Einwohnern (2006) gehört Esmoulins zu den kleinsten Gemeinden des Département Haute-Saône. Nachdem die Einwohnerzahl in der ersten Hälfte des 20. Jahrhunderts zwischen 80 und 120 Personen gelegen hatte, wurde seit Mitte der 1970er Jahre ein Bevölkerungswachstum verzeichnet.

## Wirtschaft und Infrastruktur
Esmoulins war bis weit ins 20. Jahrhundert hinein ein vorwiegend durch die Landwirtschaft (Ackerbau, Obstbau und Viehzucht) und die Forstwirtschaft geprägtes Dorf. Außerhalb des primären Sektors gibt es nur wenige Arbeitsplätze im Dorf. Einige Erwerbstätige sind auch Wegpendler, die in den größeren Ortschaften der Umgebung und in der Agglomeration Besançon ihrer Arbeit nachgehen.
Die Ortschaft ist verkehrstechnisch gut erschlossen. Sie liegt nahe der Hauptstraße D475, die von Gray nach Dole führt. Weitere Straßenverbindungen bestehen mit Apremont und Velet.